# أوجين أوليفييه
أوجين أوليفييه (بالفرنسية: Eugène Olivier) هو مبارز بالسيف وجراح فرنسي، ولد في 17 سبتمبر 1881 في باريس في فرنسا، وتوفي بنفس المكان في 5 مايو 1964.
كان يوجين أوليفييه دكتورًا في العلوم وأستاذًا مشاركًا في علم التشريح. كان والده طبيبًا أيضًا. في عامه الأول كطالب طب غير مقيم في مستشفى سانت لويس (1901)، بدأ يوجين أوليفييه اكتساب أساسيات الجراحة والتخدير، تحت إشراف البروفيسور لويس أومبريدان. أصبح لاحقًا نائب مدير العيادة الجراحية في كلية الطب في باريس (عام 1912). في عام 1913، حازت أطروحته حول التشريح الطبوغرافي وجراحة الغدة الزعترية على جائزة غودار من كلية الطب في باريس والأكاديمية الوطنية للطب.
خلال الحرب العالمية الأولى، عمل في مركز لإعادة التأهيل، وحصل على وسام جوقة الشرف (Chevalier de la Légion d'Honneur) تقديرًا لخدمته العسكرية عام 1919.

## وصلات خارجية
- أوجين أوليفييه على موقع أوليمبيديا (الإنجليزية)